# Čarovnica iz Blaira 2: Knjiga senc
Čarovnica iz Blaira 2: Knjiga senc (izviren angleški naslov: Book of Shadows: Blair Witch 2) je ameriška psihološka grozljivka iz leta 2000, delo režiserja in soavtorja scenarija Joa Berlingerja, v kateri igrajo Jeffrey Donovan, Stephen Barker Turner, Kim Director, Erica Leerhsen in Tristine Skyler. 